# 滝澤いしす
滝澤 いしす（たきざわ いしす、1993年2月26日 - ）は、日本のタレント、東京都出身。父はスペイン人、母は日本人。

## 略歴
『ドリーム2クリエイター』（テレビ東京）の企画でワンクールアイドルユニット「閃光花火」のメンバー16人に選ばれた（2013年4月〜7月）。「閃光花火」ではリーダーとリードヴォーカルを務めた。
「ハンゲーム」「箱庭のフォルクローレ」PR大使公開オーディション（2013年9月 - 10月）では投票第一位に輝き、「シンデレラ」役を射止めた。
かつての芸名は片仮名表記のアイシスだったが、2017年8月25日のツイートで平仮名表記の「あいしす」に変更したことを公表した。さらに2019年2月26日に「滝澤いしす」に変更したことを発表し。同年6月1日よりプラチナムプロダクションに移籍。
プラチナムプロダクションを退所後フリーランスとなり、2023年2月26日、30歳の節目を迎え個人オフィス「Office Montserrat.（オフィス モンセラット.）」を設立。さらに、それと同時に個人YouTubeチャンネルも設立した。
現在は持ち前の明るいキャラクターを武器に岸和田競輪の中継、イベントMCなどを中心に、競輪キャスター、競輪タレントとしても活躍している。またTBSラジオ「パンサー向井の#ふらっと」の火曜日の企画「がんばろーマン」ではリポーターとして出演している。

## 人物
- 母は岩手県、父はバルセロナ出身｡
- 日本語、英語、スペイン語を操る。
- ニコニコ生放送の「生主」・宝塚マニア、アニメ、漫画・ネットゲームが趣味。特技は歌、英語。
- 外見とは対照的な根暗な性格を自認し、永らく「ぼっち」であったと公言している。かつて声優のレッスンを受けていた。

## 作品

### シングル
閃光花火
- 記憶はいつまでも君に残る（2013年7月28日、AKIBA KOUBOU）

### 「つくり場」企画アルバム
- 集まれ！ドリームクリエイター（2014年2月19日）- ニコ動とテレ東「つくり場」から生まれた企画アルバム
  - 4曲目「よこそう東京へ音頭」に「つくり場 つくりスト」歌手として参加
  - 5曲目「Shine」にソロ歌手として参加

ヤンチャン学園音楽部
- Snow drop

## 出演

### テレビ番組
- ドリーム2クリエイター（2013年4月10日 - 2013年9月25日、テレビ東京）
- 全力!ネットユーザーつくり場〜集まれ!ドリームクリエイター〜（2013年10月6日 - 、テレビ東京）
- ロック兄弟（テレビ東京）
- ちょこっとアイドル育成バラエティ スタート・スター（テレビ東京）
- 中居正広の金曜のスマたちへ（TBSテレビ）
- おしゃコレ！サンデーブレイク（東京MXTV）
- ロンドンハーツ『時々呼ぶかもしれない女性タレントオーディション』（2020年1月7日、テレビ朝日）
- トレンド⭐︎サプリ『トップガンマーヴェリック トムクルーズにインタビュー』（札幌テレビ）

（自身２度目のトム・クルーズへのインタビュー）
- 前橋競輪 中継キャスター
- 岸和田ミッドナイト競輪 中継キャスター
- 岸和田競輪 YouTube公式配信 MC（FⅡ）
- 和歌山競輪 YouTube公式配信 オレンジチューブ準レギュラー
- 徹底解説！PIST6 実況生放送 MC

等

### ラジオ
ゲームブランドâge ネットラジオ
- 君のぞらじお

「アキバ系情報番組 ぐだらじ(仮)」 
キモ山カントリーマァ子という名前でパーソナリティを勤めていた。
名付け親は知る人ぞ知る斉藤K。ラジオの収録中、目の前にあったカントリーマァムと、時々見せるキモい動きから命名した。栗林みな実曰く、その動きは宇宙を表現した動きだという。
- マブラヴラジオ

いう。
- FM NACK5HITS! THE TOWN生出演3/20（土）生出演
- FM NACK5GOGOMONZ（パーソナリティ）
- Nutty Radio Show THE 魂（パーソナリティ）/
- FM フジ『土夜にヤングチャンピオン』（メインパーソナリティ）
- ZonE（2021年5月8日、TBSラジオ）
- たまむすび（2021年4月2日、TBSラジオ）
- パンサー向井の＃ふらっと（2022年3月29日 - 、TBSラジオ） - 火曜リポーター

等

### ニコニコ生放送
- ドリーム2クリエイター（2013年4月2日 - 2013年9月3日）※隔週でTV収録の模様をニコニコ生放送配信
- 全力!ネットユーザーつくり場〜集まれ!ドリームクリエイター〜（2013年9月17日 - ）※TV収録の模様をニコ生放送配信
- 月刊ドスパラ　～かんたん動画合成で遊ぼう～（2012年1月30日）
- 年末年始ぶっ通し78時間全局テレビ実況[9]（2013年12月31日 - 1月4日）※7元生放送。百花繚乱とキンボシと交代で出演[注 2]。

等　他多数

### 雑誌
- 月刊スタイルワゴン（三栄書房）
- フォトテクニック デジタル（玄光社）
- ヤングチャンピオン （秋田書店）
- ピースコンバット（トランスワールドジャパン）
- コンバットマガジン（ワールドフォトプレス）
- ラブベリー（徳間書店）
- tulle（スペースシャワーネットワーク）

等

### スチール
- オカダヤ「Intesucre」

### WEB
- 「箱庭のフォルクローレ」PR大使（ハンゲーム）
- 『ニコニコ大感謝祭』（ドワンゴ）
- 女流書道家番組 「書 Do！！」メインMC（WALLOP）

### 映画
- 人喰いメイドと殺人ナース（主演）田代尚也監督
- 女子大生怪奇倶楽部（オムニバス）〜異常!飛び降り外人美少女〜（主演）田代尚也監督
- 寄生獣•完結編（重要参考人役）山崎貴監督
- 鼻目玉幸太郎の恋！（マドンナ聖子役）田代尚也監督

### 舞台・イベント
- 角角ストロガのフ
- 悪ノ娘〜凄艶のジェミニ〜（緑の娘ミカエラ役）
- 赤毛のアン（ダイアナ•バーリー役）
- 岸和田競輪 イベント及び式典 MC（FI）
- 岸和田競輪 場外イベント MC
- サテライト大阪 場外イベント MC
- TIPSTAR MEET UP MC

等